# Vlad Miriță
Vlad Miriță (cunoscut și simplu ca Vlad, n. 1981, Târgoviște, România) este un cântăreț de pop și solist vocal de operă român. A reprezentat România împreună cu Nico la Concursul Muzical Eurovision din Belgrad, Serbia în 2008, cântând piesa „Pe-o margine de lume”, clasându-se pe locul 20 cu 45 de puncte.

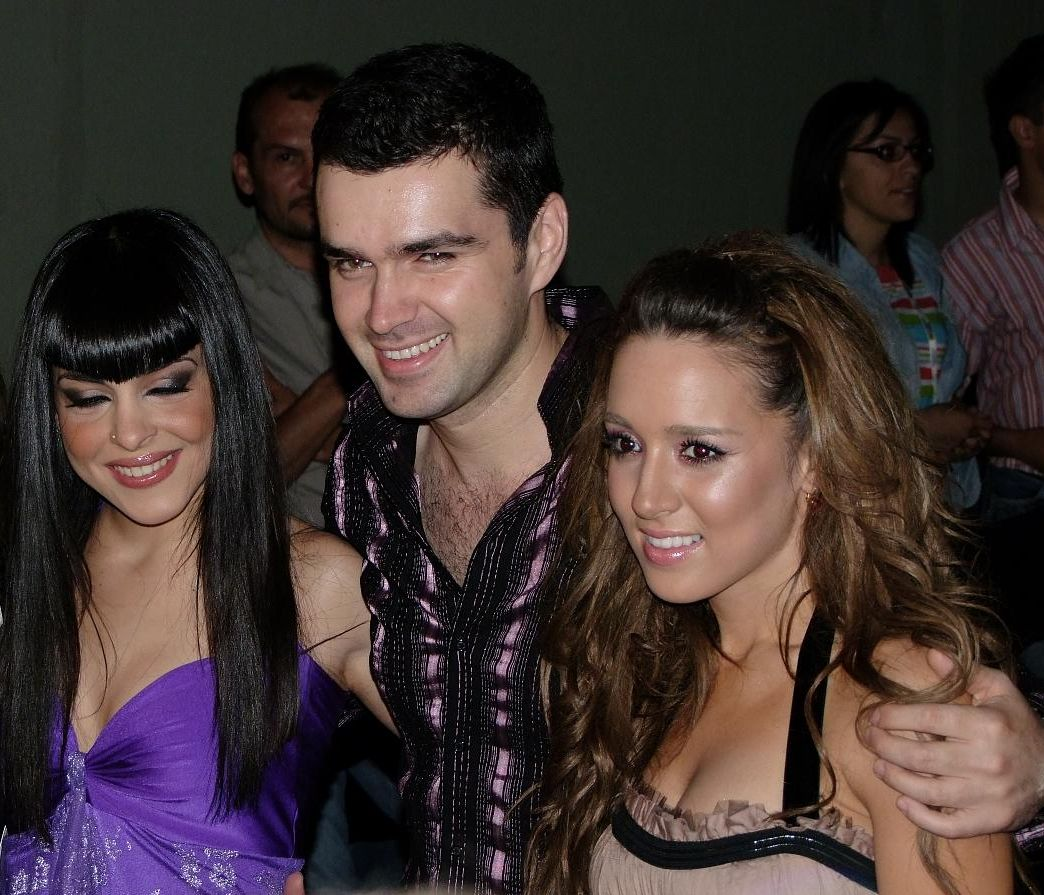
Evdokia Kadi, Vlad Miriță și Kalomoira, în 2008 la Belgrad